# Peyrouse
Peyrouse – miejscowość i gmina we Francji, w regionie Oksytania, w departamencie Pireneje Wysokie.
Według danych na rok 1990 gminę zamieszkiwało 245 osób, a gęstość zaludnienia wynosiła 51 osób/km² (wśród 3020 gmin regionu Midi-Pireneje Peyrouse plasuje się na 818. miejscu pod względem liczby ludności, natomiast pod względem powierzchni na miejscu 1503.).